# Цедрела горная
Цедре́ла го́рная (лат. Cedrela montana) — вид цветковых растений рода Цедрела (Cedrela) семейства Мелиевые (Meliaceae). Встречается в Андах Колумбии и Эквадора. 
Может достигать до 20 м в высоту. Мелкие цветки собраны в кисти.

## Синонимика
- Cedrela bogotensis Triana & Planch.
- Cedrela rosei S.F.Blake
- Cedrela subandina Cuatrec.
- Surenus bogotensis (Triana & Planch.) Kuntze
- Surenus montana (Moritz ex Turcz.) Kuntze[1]